# Liostethomimus griffinii
Liostethomimus griffinii är en insektsart som beskrevs av Heinrich Hugo Karny 1914. Liostethomimus griffinii ingår i släktet Liostethomimus och familjen vårtbitare. Inga underarter finns listade i Catalogue of Life.